# Региональный американский чемпионат Формулы
Региональный американский чемпионат Формулы (англ. Formula Regional Americas Championship - Powered by Honda), ранее известна как Американский чемпионат Формулы-3 (англ. F3 Americas Championship) — региональная гоночная серия класса «Формула-3», основанная в 2018 году.

## История
В 2017 году всемирный совет FIA утвердил создание нового международного чемпионата ФИА Формула-3 и заодно утвердил концепцию региональных чемпионатов Формулы-3. В октябре 2017 года стало известно, что первым чемпионатом по новым правилам организует SCCA Pro Racing. Как и остальные региональные чемпионаты, такие как региональный европейский чемпионат Формулы и азиатский чемпионат Формулы-3, они образуют ступень между национальными чемпионатами Формулы-4 и международным чемпионатом ФИА Формула-3. 

## Регламент

### Болид

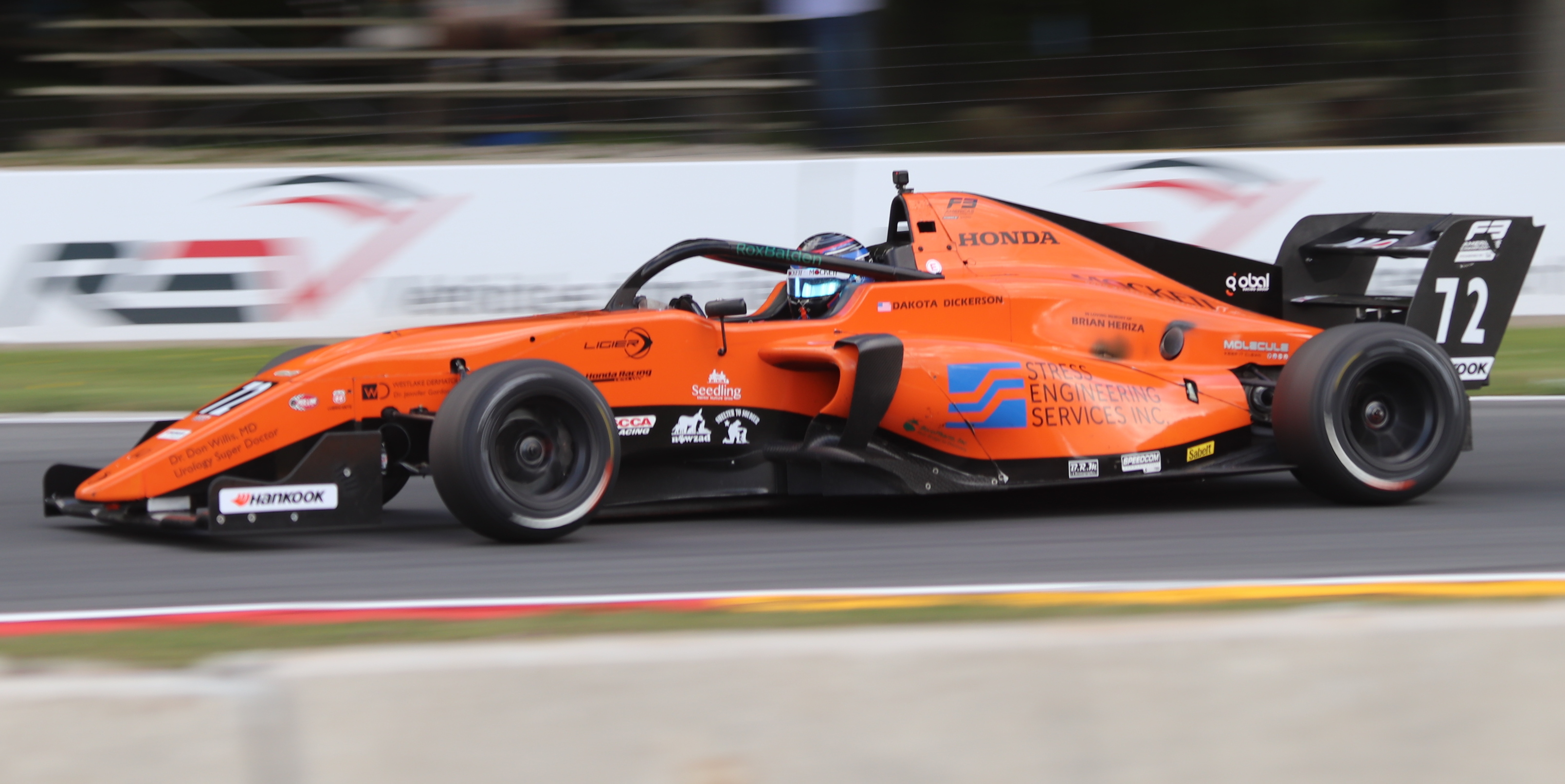
Дакота Дикерсон, чемпион сезона 2019 года, за рулем Ligier JS F3

Шасси: используется шасси из углепластикового монокока производства французской компании Ligier под названием JS F3 и прошедшее омологацию FIA для участия в гонках класса Формула-3. Болид имеет минимальную массу равную 650 кг и оснащён устройством безопасности «Halo». 
Размеры:
- Длина: 4895,5 мм
- Ширина: 1850 мм
- Колёсная база: 2920 мм

Двигатель: Honda I4 с турбонаддувом, объёмом 2 литра с максимальной мощностью 303 л.с. За сезон разрешено использовать только один двигатель, включая тесты. За замену двигателя полагается штраф в виде потери 10 позиций на стартовой решётке в следующей гонке.
Коробка передач: секвентальная шестиступенчатая коробка передач.
Шины: Единственным поставщиком шин является южнокорейская компания Hankook. Пилотам разрешено использовать разное количество комплектов в квалификации и в гонке в зависимости от количества гонок в течение уик-энда: два комплекта шин для сухой или для влажной погоды в случае трёх гонок, или полтора комплекта шин для сухой или влажной погоды в случае двух гонок.
Подвеска: Передняя и задняя — двойные поперечные рычаги с толкателями.

### Гоночный уик-энд
Гоночный уик-энд состоит из минимум одной тренировки, длительностью от 30 до 45 минут, минимум одной квалификаций, длительностью от 20 до 30 минут и двух или трёх гонок, длительностью не более 35 минут.
В первый день проводится одна тренировки. Затем либо в первый, либо во второй день проводится квалификационная сессия, по результатам которой определяется стартовая решётка к первой гонке. Стартовая решётка второй гонки определяется по порядку быстрых кругов пилотов, которые они установили в первой гонке. В случае третье гонки, стартовая решётка определяется по порядку быстрых кругов пилотов, которые они установили во второй гонке.
Если квалификационное время круга пилота не входит в 110% времени поул-позиции, то пилот не допускается на старт гонки. Для участия в гонке пилот обязан участвовать хотя бы в одной тренировочной сессии.

### Система начисления очков
В чемпионате применяется стандартная система начисления очков, принятая в Формуле-1. Никаких дополнительных очков за поул-позицию и быстрые круги не начисляются. 
| Система начисления очков | Система начисления очков | Система начисления очков | Система начисления очков | Система начисления очков | Система начисления очков | Система начисления очков | Система начисления очков | Система начисления очков | Система начисления очков | Система начисления очков |
| Место                    | 1                        | 2                        | 3                        | 4                        | 5                        | 6                        | 7                        | 8                        | 9                        | 10                       |
| ------------------------ | ------------------------ | ------------------------ | ------------------------ | ------------------------ | ------------------------ | ------------------------ | ------------------------ | ------------------------ | ------------------------ | ------------------------ |
| Гонка                    | 25                       | 18                       | 15                       | 12                       | 10                       | 8                        | 6                        | 4                        | 2                        | 1                        |

### Баллы к суперлицензии
Первая девятка пилотов по итогу сезона получают баллы к суперлицензии. Они начисляются согласно таблице:
| Система начисления баллов к суперлицензии | Система начисления баллов к суперлицензии | Система начисления баллов к суперлицензии | Система начисления баллов к суперлицензии | Система начисления баллов к суперлицензии | Система начисления баллов к суперлицензии | Система начисления баллов к суперлицензии | Система начисления баллов к суперлицензии | Система начисления баллов к суперлицензии |
| 1                                         | 2                                         | 3                                         | 4                                         | 5                                         | 6                                         | 7                                         | 8                                         | 9                                         |
| ----------------------------------------- | ----------------------------------------- | ----------------------------------------- | ----------------------------------------- | ----------------------------------------- | ----------------------------------------- | ----------------------------------------- | ----------------------------------------- | ----------------------------------------- |
| 18                                        | 14                                        | 12                                        | 10                                        | 6                                         | 4                                         | 3                                         | 2                                         | 1                                         |

## Трассы

### Сезон 2021
- Роуд Атланта, Джорджия
- Роуд Америка, Висконсин
- Mid-Ohio Sports Car Course, Огайо
- Brainerd International Raceway, Миннесота
- Virginia International Raceway, Виргиния
- Трасса Америк, Техас

Источник:

### Бывшие
- Pittsburgh International Race Complex, Пенсильвания
- New Jersey Motorsports Park, Нью-Джерси
- NOLA Motorsports Park, Луизиана
- Barber Motorsport Park, Алабама
- Себринг, Флорида
- Homestead-Miami Speedway, Флорида

Источник:

## Чемпионы и награды

### Личный зачёт
| Сезон | Победитель      | Команда              |
| ----- | --------------- | -------------------- |
| 2018  | Кайл Кирквуд    | Abel Motorsports     |
| 2019  | Дакота Дикерсон | Global Racing Group  |
| 2020  | Линус Лундквист | Global Racing Group  |
| 2021  | Киффин Симпсон  | TJ Speed Motorsports |

### Командный зачёт
| Сезон | Победитель           |
| ----- | -------------------- |
| 2018  | Abel Motorsports     |
| 2019  | Global Racing Group  |
| 2020  | Global Racing Group  |
| 2021  | TJ Speed Motorsports |

Источник: